# Grad Raka
Grad Raka je dvorec v naselju Raka v občini Krško, v Sloveniji.
Velja za enega najstarejših srednjeveških gradov v Sloveniji, ki pa se ni ohranil v celoti. Danes na njegovem mestu stoji veliko enonadstropno poslopje z lepimi dvoriščnimi arkadami.

## Zgodovina
Področje in grad Raka (Arch) sta bila v drugi polovici 12. stoletja trdno v rokah grofov z Bogna, dedičev po rodu grofice Heme Breško-Seliške. Približno tedaj je tudi nastalo prvotno utrjeno poslopje. In prav ta prvotni raški grad je bil med najstarejšimi srednjeveškimi gradovi na Slovenskem. Konec istega stoletja je posest grofov z Bogna začela razpadati. 
Na Raki se leta 1444 omenjajo kar trije gradovi oziroma dvorci (drei Hof), kar pomeni manjšo graščino, navadno ne posebej utrjeno. Dva gradova sta izginila in do danes ne vemo kje sta bila. 
Del, med drugim tudi Rako, so dobili sorodniki, grofje Andeški, za njimi pa Spanheimi. Leta 1249 se je prvič omenjal plemič z Rake (Weriand). Bil je potomec bogenskih ministerialov, ki jih Andeški in Spanheimi niso zamenjali.
Že leta 1266 je Miles de Archa Wolker izstavil listino v korist samostana v Kostanjevici, pričal pa je tudi dominus Wergandus de Archa. Intitulacija potrjuje soliden ugled, viteško čast in samozavest izstavitelja, ki je bil verjetno Wergandov sorodnik – ta pa je identičen z Weriandom iz leta 1249.
Med letoma 1266 in 1268 je bil Kostanjeviški samostan torej deležen darovnic gospodov z Rake, ki pa so se že pred tem letom izkazali za dobrotnike cisterce. 19. maja 1266 je vitez Volfker (včasih kot Wolker) z Rake vpričo zastopnikov plemstva ter šentjernejskega župnika Bertolda (Berchtoldus plebanus sancti Bartholomei) in duhovnika Menharda iz Kostanjevice (Menhardus sacerdos in foro Landestrost) podelil s svojo ženo Eito samostanu kot nadomestilo za kmetijo v Ostrogu (in Oztrog) pri Šentjerneju, ki jo je cisterci podaril Volfkerjev brat Majnhard in ki jo je Volfker prejel od opata Ditrika v dosmrtno hasnovanje, kmetijo v zgoraj omenjeni vasi ter vinograd z gornino (vrsta dajatve) na Hrvaški gori (in monte neo Ladendorf) pri Ledeči vasi.
V priznanje te pogodbe pa je Volfker namenil samostanu na leto po tovor vina ali pa po štirideset denarjev deželne veljave. Volfker je obe kmetiji in vinograd namenil po svoji smrti samostanu. Tako je konvent prišel do dodatnih letnih dohodkov oziroma do tovora vina, po Volfkerjevi smrti pa še do ene kmetije. Volfker si je svojo zadnje bivališče izbral v samostanu pod Gorjanci, pri tem pa določil, da so menihi dolžni prepeljati ga v samostan sami, kolikor bi tega ne mogli njegovi prijatelji in sorodniki, ter ga pokopati tako, kakor pokopljejo svoje sobrate. Iz dokumenta je razvidno, da se je Volfker bal, da bi prevoz njegovega trupla utegnili preprečiti nekateri ljudje, s katerimi je bil v smrtnem sovraštvu (propter aliquas inimicicias capitales).
Spanheimsko gospostvo je bilo trdno vse do smrti vojvode Filipa leta 1279, zatem pa je grad ostal dedičem koroških vojvod, tirolskim grofom. Nekdanji bogenski rod se je obdržal na Raki do izumrtja konec 15. stoletja. V 14. stoletju je bil dokaj številčen, vsi Rakarji pa so si bili v sorodu, na kar opozarjajo podobni grbi (razcepljen ščit, desno škarnica, leva polovica črna in rombasta). Škarnice so bile element, ki se je pojavljal tudi pri drugih bogenskih ministerialih. To krepi domnevo o kontinuiteti rodu iz obdobja Bogenskih. Rodbina je bila kar premožna in ambiciozna, saj je imel Henrik okoli od leta 1341 celo hišo na Starem trgu v Ljubljani. Konec 13. stoletja so skupno rodbinsko posest upravljali bratje Stetwald, Wergand II. (včasih Weriand Pirian), Markvard, Ulrik in Gerhard (umrl pred letom 1285), pri čemer je imel Stetwald kot najstarejši določene večje pravice. 
Vsi so bili verjetno sinovi Werianda (Werganda) I. Stetwald z Rake naj bi 25. marca 1286 (Stetwaldus de Archa) izročil kostanjeviškemu konventu za svoj dušni blagor že prej omenjeno gornino na Hrvaški gori (in monte domini  Heinzonis) pri Ledeči vasi pri Šentjerneju. Stetwaldu je ta gornina pripadla na osnovi dednega deleža po očetu. Veriand in Ulrik pa sta bila omenjena kot priči prodaje štirih kmetij stiškemu samostanu leta 1290.
Posest Raških je ležala na vzhodnem Dolenjskem. Istočasno sta živela še Magens (umrl pred letom 1301) in sin Dankvard, ki sta bila z omenjenimi v daljnem sorodstvu. Vsaj Dankvard je najbrž živel na dvoru v Ostrogu. 13. januarja 1301 je s privoljenjem svoje žene Marjete prodal kostanjeviškemu opatu Janezu za enajst mark zagrebških dinarjev dvor v Ostrogu (in Ostro), nekoč last Henrika. Pri tem pravnem dejanju je bila poleg samostanskega nadcelerarija (nadekonom) Rapoda, priorja Valterja in notarja Wernerja navzoča še vrsta laikov, med njimi tudi Veriand z Rake.
Weriand II. je imel sinova Werianda III. in Majnclina, ki sta iz virov izginila po letu 1320. Od tedaj pa lahko sledimo drugi veji s Fricom (1320) ter sinovoma Pentzlom (1322) in Henrikom (1312–1343). Ime zadnjega je občasno že imelo sufiks -er, kar dopušča sklepanje, da ni več stalno živel na Raki, še posebej, ker je imel hišo v Ljubljani. Zatem naletimo na Raške šele konec 60. let 14. stoletja, ko sta bila dejavna brata Lovrenc (1368) in Hans (1368–1374). Od leta 1381 so bili aktivni Oton, verjetni sin ali vnuk leta 1320 imenovanega Otla, Markvard ll. (Merchel, 1392–1408), domnevni vnuk Markvarda iz konca 13. stoletja, in Erhard (1404). V letu 1420 sta Oton z Rake in njegova žena za 122 šilingov furlanskega denarja prodala štiri kmetije in mlin v kraju Reber (an der Leütten) pri Škofljici stiškemu opatu Petru. Pri prodaji je bil prisoten tudi Markvard. Po avstrijski fevdni knjigi iz let 1470-1478 so imeli bratje Florjan, Jurij in Friderik Raški v lasti stolp, dva dvorca oziroma hiši (Hof) ter dva ošlata (Hofstat)

## Turški vpadi in kmečki upori
Sredi 15. stoletja sta grajski kompleks sestavljala grad in opuščeni stolp, opasana s slabim obzidjem. Zadnjega iz rodu raških gospodov so leta 1471 ujeli Turki  ob vdoru na Rako in ga odvedli s seboj. Kdo se je potem polastil gradu, ni znano.
Leta 1515 so ga uporni kmetje izropali in požgali. O tem kmečkem puntu pa je v Slavi vojvodine Kranjske pisal tudi Valvasor, ki je med drugim omenil tudi razdejanje in požig gradu na Raki. Grajske ljudi so po požigu vpregli v plug ter jih potem zaprli v podzemeljsko jamo v gozdu Lašče v Peklu. Od tam so jih rešili graščaki iz brestaniškega gradu, po obvestilu krajanke iz vasi Ardro, ki je poslala jezdeca s sporočilom.
Po še  živem ljudskem izročilu je grofica Barbara Bela ukazovala biričem, da so neposlušne tlačane pretepali in jih privezovali na sramotilni steber, ki še danes stoji 5 metrov proč od ceste pri odcepu vozne poti v grad. Ker je ista grofica baje iz posebne naklonjenosti do nekega svobodnjaka iz Ardra osvobodila vse tamkajšnje kmete tlačanstva, so tlačani drugih vasi Ardrijane imenovali Pesjajnarji.
Janez Vajkard Valvozor v knjigi Slava Vojvodine Kranjske v 8. knjigi, str. 697, omenja da je stiški opat Henrik (1280-1300) imel za velikega dobrotnika med drugim tudi graščaka iz Rake (Borsium von Arch). V 2. knjigi, str. 176 omenja, da na Dolenjskem stojijo lepo zidani gradovi. Naštel jih je 92. Nato našteva vse dolenjske gradov v nemškem in slovenskem jeziku. Pod št. 3: Arch-Raka. V popisu kmečkega upora navaja gradove, ki so jih porušili v tem uporu, med drugim tudi grad Raka. V 12. knjigi, str. 53 se imenuje v letu 1540 grof Feliks von Arch. Ta je vodil četo vojakov za obrambo Vojvodine milanske zoper Francoze.
Po obdobju kmečkih uporov so grad obnovili in v 17. stoletju je bil v lasti gospodov verniških, kasneje pa rodbine Kajzelj pradedov znanih ljubljanskih zdravnikov.
Raka naj bi bila v zapisih leta 1616 prvič omenjena tudi kot trg, in sicer ob prodaji deželnoknežjega gospostva Kostanjevica v zasebne roke. Tedaj je bil na Raki tudi prvič izpričan sodnik (des Hannsen Resman Richters zu Arch). Resman je bil leta 1616 med petimi Račani, ki so prosili za podelitev kupnega prava. Raka je po tej prvi omembi kontinuirano dokumentirana kot trško naselje tako v posvetnih kot tudi cerkvenih virih, vendar pa nekje nastopa le z lastnim imenom, nekje pa s trškim atributom in zunaj te dogovorne uporabe trškega imena s strani neposredne posvetne in cerkvene oblasti ni imela Raka nikjer drugje priznanega statusa trga niti v najohlapnejšem pomenu besede. Po približno 150 letih sta naslov trga in krajevnega rihtarja skoraj sočasno tudi izginila. Zadnjič se Raka omenja kot trg leta 1767. Leta 1817 je Raka imela 58 hiš in 238 prebivalcev. V krstnih matičnih knjigah se kraj imenuje največkrat ex oppido Arch (iz trga Raka)
Leta 1525 je nadvojvoda Karel podelil Rako s posestvom v fevd Janezu Baltazarju pl. Werneckh, ki so ga posedovali do leta 1610, ko so si ga delili Wolf Andrej in Vert pl. Wernegkh na eni ter Ruess pl. Ruessenstein na drugi strani.
Okrog leta 1565 je vpliv protestantizma oplazil tudi raško župnijo, saj mu je bila naklonjena rodbina Werneckh. Zaradi tega škof Pavel Bicyrill in Helenelenczancij v vizitacijskem poročilu iz opata Stične, ki je danes v furlanskem arhivu označuje rodbino Werneckh kot heretike.
Rodbina Werneckh je grad leta 1614 prodala Marku Kheysellu, ki je prešel v last njegovega sina Janeza Jurija, potem pa v last njegovega nečaka Karla Singrid Kheysella. Prvotno poslopje je predelal v štiritraktno dvonadstropno stavbo z arkadnim dvoriščem in okroglim vrtnim stolpom pred vhodu v stavbo.  Leta 1720 je baron Karel Siegfrid Kheysell v gradu uredil kapelo ter pod gradom, dogradil grajska gospodarska poslopja uredil tople grede in ribnik, v katerem so gojili rake, dokler jih ni uničila kuga.
Lastniki gradu so se večkrat menjali. Omeniti je treba Ignaca Jurija pl. Edling (1725), Ferdinanda Ernesta barona Mordaxa (1730), njegovega sina Ferdinanda in njegovo soprogo Ivano Kristini, rojeno Jurič, drugič poročena s F. A baronom Hallerjem von Hallersteinom (1745), soproga Ivane Kristine, Franca Adama barona Haller von Hallersteina (1755), njuni mladoletni otroci (1764), najstarejši sin Franca Adama Franc Karl baron Haller von Hallerstein (1784), ki postane po poravnavi s sestrami edini lastnik gospostva. Grad je v času rodbine Haller von Hallerstein, postal eden najlepših in najbogatejših na podeželju Kranjske. Med letoma 1784 in 1820 je s svojo navzočnostjo Franc Karl baron Haller von Hallerstein rešil stari grad pred propadanjem in mu dal povsem novo in polepšano obliko.
Leta 1800 je povečal Rako s tem, da je dokupil delno prodano posestvo Studenice, leta 1811 pa Dolenje Radulje, ki je prej ki je pripadala gospodi Gerni za 9.000 fr. Po letu 1820 je njegova hči Alojzija, poročena grofica Auersperg porušila vrtni stolp pred gradom.
Naslednji znani lastnik gradu je bil od leta 1873 Jakob Andreas Lenkh (1821-1892) z ženo Julie (rojeno Sautner), ki je imel v lastni papirnico v Ljubljani. Imel le enega sina: Felixa Lenkha, rojenega v Gradcu leta 1851. Feliks plemeniti Lenkh, ki je bil lastnik dvorca proti koncu 19. stoletja si je kupil plemiški naslov. Po poroki z bogato Američanko Helen Büren Nobel okrog leta 1880 je dal Lenkh v kraju postaviti žago, ki je rezala les velikega gozda na Kripsarju ter zasaditi vinograde v kraju Senice, saj je grajske vinograde takrat uničila trtna uš. Svoje posestvo je imel tudi v Gradcu in pri Škocjanu. Kasneje je dal v grad napeljati tudi vodovod iz bližnjega studenca Polterja. Imel je dva otroka Cyrilla in Helen Lenkh.
Kasneje je grad prodal in kupil grad v Franciji. Njegovi predniki so že od 14. stoletja imeli plemiški naziv: Von Lenkh zu Burgheim in Gansheim. Grad in posestva so bilil v Lenchovi lasti še pred koncem I. svetovne vojne. Kupci so bili naslednji: večino zemlje je kupil Tratnikov tast Senica, grajske hleve je kupil raški župan Bajc, grad sam pa občinski tajnik Drnovšek.

## 20. stoletje
Leta 1904 je od Lenkha grad kupil davčni blagajnik Josip Lavrenčič iz Ljubljane in lesni trgovec Franc Šerko iz Cerknice in Modicu iz Blok. Sledna sta bila lesna trgovca. Ta konzorcij je svojo obširno raško posest razprodal. Grad pa je kupil vinski trgovec Bon iz Krškega, grajska gospodarska poslopja pa novembra 1917 tedanji raški župan Franc Bajc. Po prvi svetovni so bili v gradu nameščeni begunci iz Primorske.
Vinski trgovec Bon je grad odprodal, saj ni videl perspektive v saditvi trt in prodaje na tem koncu. V grajskih gospodarskih poslopjih so Bajčevi uredili vinske kleti in prostore za predelavo grozdja. Zadnji lastnik pred drugo svetovno vojno pa je bil od leta 1927 občinski tajnik Drnovšek. Omeniti je treba tudi bazen, ki so ga zgradili nemški vojaki leta 1942 na južni strani gradu v obsegu 30 m², ki se polni iz bližnjega potoka.
Med drugo svetovno vojno je bila v gradu postojanka nemške vojske oziroma carinski urad Grenz-zollamt, nemško-italijanska meja je tekla nedaleč stran pri kraju Zameško. V gradu je bila bogata knjižnica er veliko opreme, a so pa kar je bilo vrednega odpeljala nemška vojska.
vse, kar je bilo vrednega
Domačini so bili med okupacijo izseljeni v Nemčijo oziroma taborišča, v kraju Raka pa so naselili Kočevarji (Nemci iz Kočevskega). Po vojni ni bil preveč razdejan ali opustošen zaradi bojev na tem območju. Gradu Nemci niso uporabljali za skladiščenje municije, temveč so jo hranili v drugi hiši v Raki, ki so jo leta 1945 razstrelili, da ne bi prišla v roke partizanom. 9. maja 1945 se je nemška postojanka po napadu partizanov predala in oddala orožje. V gradu je ohranjena slika kuharja in nemškega vojaka v 1. nadstropju.
24.aprila 1948 so se v gradu naselile iz svojih dosedanjih postojank pregnane sestre usmiljenke, hčere krščanske ljubezni iz svojih zavodov in samostanov največ iz Marijinega doma v Ljubljani. V gradu so imele svoj dom onemoglih sester. Ko so za silo počistile in uredile prostore, na novo prekrile streho, so začele po svojih močeh prenavljati grad. Ko so domačini izvedeli, da bodo oblasti vanj naselile sestre usmiljenke, temu niso mogli verjeti, saj je bilo grajsko poslopje v zelo slabem stanju: okna in vrata so bila razbita, ni bilo ne vode ne elektrike, sobe pa so bile prazne in zanemarjene. Elektriko so dobile leta 1949. Za prve tri zime so si pripravile, nekajkrat s pomočjo deklet, drva v cerkvenem gozdu. Lokalni ljudje so jih zvozili na grad, kjer so jih same raztovarjale. Na začetku so zmrzovale. V letih po vojni je takratna oblast namestila oboroženega čuvarja, ki je sestram usmiljenkam preprečeval stike z domačini. Vodo so dobivale iz studenca Cerin globoko pod hribom tako, da so naredile živo verigo in si jo v vedrih podajale iz rok v roke ter tako polnile kadi na dvorišču pred kuhinjo. Sčasoma so si naredile stopničke v zemljo. Večkrat se je zgodilo, da so jih našle razdrte, material pa zmetan v potok. Vodo so na gradu dobile šele leta 1960 – za dve uri dnevno, če je deževalo, je bila kalna. V koših so nosile ali pozneje z vozičkom vozile prat perilo na studenec Polter. Udba jih je večkrat obiskala, zasliševala, premetala hišo in vse kovčke. Ko so odhajale v Ljubljano, so zaradi varnosti oblekle civilno obleko, saj so večkrat doživele zasramovanja in tudi prometno nezgodo. Mlajše, bolehne sestre so poslali tudi na prisilno delo. Do leta 1950 so plačevale davek na dohodek. Vzdrževale so se le s skromnimi pokojninami tistih, ki so jo prejemale (od okoli leta 1960).
Sestre usmiljenke so večkrat med prepevanjem odprle okna gradu, domačini pa so hodili poslušat. Leta 1998 so sestre usmiljenke zapustile grad, ki je prišel v last Občine Krško.
Sestre usmiljenke takole opisujejo grad ob prihodu:
»24 aprila 1948, na obletnico rojstva sv. Vincencija Pavelskega - ustanovitelja Družbe, so se sestre iz Marijinega doma v Ljubljani začele seliti v grad na Rako. Ta dan je bil za Družbo usmiljenih sester zgodovinskega pomena. Pred selitvijo si je šla ogledat grad s. ekonomka. Bil je v tako žalostnem stanju, da je skoraj izgubila pogum, da bi to sprejela. Toda župnik jo je opogumil, češ, naj le sprejme, da se bo ohranila vsaj peščica skupnosti. Tudi neka žena ji je obljubila, da bodo sestram pomagali vaščani s tem, kar bodo imeli.« Na dvorišču štirikotnega dvorca je bila kapnica. Bil je v razpadajočem stanju, brez elektrike, z enojnimi nezasteklenimi okni. Razen v dveh sobah so bili podi do kraja izrabljeni, na stopnišču velika raz- poka, po sobah so manjkale peči, nekatere pa so bile tako slabe, da jih je bilo treba nadomestiti z novimi. Streho je bilo treba prekriti. V kuhinji je bil majhen zidan štedilnik, pa še ta ni bil več uporaben. Naša tedanja družina pa je štela preko petdeset stalnih članic.
Kljub vsemu temu smo prevzele grad in se več dni vanj selile. Tu je bila nekaj let tudi provincialna hiša. Pozneje se je ta preselila v Beograd. Tja in še dalje na jug se je iz Slovenije preselilo tudi veliko sester, ki so bile še zmožne za delo. Stare in onemogle so ostale na Raki, kjer se je razvil sedanji Dom onemoglih sester. Tako so ga krstili, ker so bile v njem res samo stare sestre. V tem času so namreč za stare in onemogle ljudi začeli v posameznih krajih ustanavljali domove, da so tako pomagali takim ki niso imeli nikogar, ki bi skrbel zanje. Raški sestrski dom so predstojniki z leti veliko popravili in obnovili. Prvo je bilo najpotrebnejše: napeljava elektrike in vode. Kakšno veselje je zavladalo med sestrami, ko ni bilo treba več prižigati petrolejk in ne nositi vsak dan vode iz doline in z njo polniti posode pred kuhi- njo, da smo jo imeli za ves dan. Najprej smo zgradile kapelo. V tistih te-žkih dneh smo se pridno zatekale k Bogu po pomoč. V ta namen smo izbrale sobo sredi južnega krila. Ima sončno lego in je na obe strani obdana s soba- mi, ki so najbolj pripravne za sestre, ki so bolne in povečini stalno leže. Takoj smo dobile za stalno tudi hišnega duhovnika. Je član Družbe sv. Vincencija. Oskrbuje nas z vsem, kar je potrebno za našo duhovno rast in blaginjo.«
V gradu je bilo za kratek čas nastanjeno poveljstvo vaje NATA, ki je imelo vojaške vaje v bližini.
Občina Krško je obnovila del strehe ter odkupila posest v izmeri 2000 m² od soseda. Decembra 2014 je Občina Krško grad prodala na javni dražbi.

## Arhitektura
Grad je zasnovan kot enonadstropna, delno podkletena štiritraktna stavba s poudarjenim rizalitnim osrednjim delom pročelja. Ima enajstosno pročelje na severni strani in osemosno bočno fasado na levi oziroma vzhodni strani.
Na zahodu in jugu grad objema gozd, goščava, možen je obhod po ozki stezi, ki je neurejena. Skozi mogočen, klasicističen kamnit portal vstopimo na arkadno dvorišče. Vhodni portal je kamnit. Na sklepnem kamnu je vgravirana baronska krona s petimi roglji in inicialkami F. K. - verjetno Franca Karla barona Hallerja von Hallersteina. Okna v nadstropju stavbe so obrobljena z ometanimi, neprofiliranimi okvirji in opremljena s kovanimi rešetkami.
Nune so v grad napeljale vodovod, zaprle, z lesom in steklom, arkade, delno popravile streho, ki pa je ponovno v slabem stanju, zgradile preprosto zidano garažo na dvorišču. Na stavbi sta podkletena le južni in zahodni trakt, kleti sta dostopni po širokih, lesenih stopnicah neposredno z dvorišča.
Pritličje je v bližnji preteklosti imelo predvsem gospodarsko funkcijo. V visokem pritličju zahodnega trakta je bila kašča in shramba, opremljena na tleh s prekati za shrambo poljščin, pod lesenim stropom pa s številnimi nosilci prečk, kjer so bili obešeni izdelki, pridelki in drugo. Po širokih kamnitih stopnicah, umeščenih sredi vzhodnega trakta, se iz arkadnega hodnika povzpne v nadstropje. Tu so sobe, nekatere so pregrajene, tla so lesena, nekje prekrita z linolejem.
V osrednjem delu južnega trakta je dvorana z ravnim stropom. Tu je v baročni tradiciji oblikovan parket. Iz spodnjega nadstropja je na zunanji strani narejeno ročno dvigalo za prenos hrane iz kuhinje do sob. Razdelilnica hrane je zanimiva, ohranjena je majhna vgradna omara in pregrada, razdelilni pult z omarami.
Ta prostor je tudi večji od ostalih sob, ni središčen, ampak povezuje južni trakt z zahodnim, preko katerega se pride do edinih odprtih arkad nad vhodom na severu, kjer je samo prehod. Podstrešje je tlakovano, ponekod še z originalnim tlakom.
Na južni, vzhodni in zahodni strani so ohranjene strelne line, na zahodni strani strehe pa je delno viden križ sestavljen iz bobrovcev, ki so ga postavile Sestre usmiljenke.
Iz grajskih kleti vodi podzemni predor do izvira Cerin, ki je služil pobegu in je danes zaprt.
Grajski vrt obdajajo akacije, velika rdeča breza ter drevored velikih jesenov. Pred gradom je bila odkrita jama, ki je bila v 20. stoletju namenjena kot prostor za odpad. Jama se je kasneje preoblikovala v ribnik s pomočjo mojstra Joška Humeka iz Rake.
- Notranjost
- Notranjost
- Grad Raka
- Baročna soba v gradu
- Biedermeierska soba
- Notranjost
- Notranjost gradu
- Južna stran]
- Hodnik
- Kletni prostori

## Stavbni razvoj gradu Raka
Novejše stavbno-zgodovinske raziskave so pokazale, da sedanja zasnova dvorca Raka v svojem jedru skriva visokosrednjeveški oziroma poznoromanski grad obodnega tipa iz 13. stoletja. Starejši raziskovalci naše grajske dediščine so domnevali, da je ta grad propadel že v poznem srednjem veku in nato povsem izginil ter da ni stal na lokaciji sedanjega dvorca. Srednjeveški raški grad je v pisnih virih prvič posredno izpričan leta 1249, ko je omenjen vitez Veriand iz Rake - Weriandus de Archa. Kraj Raka je sicer izpričan že od leta 1161, vendar grad v tistem obdobju najverjetneje še ni stal. Grad je prvič izrecno izpričan šele leta 1279 kot castrum Arch. Ta omemba kaže, da je bil že takrat tudi utrjen. Do leta 1279, ko so ga dedovali grofje Tirolsko-Goriški, je bil last Spanheimov in Bogenskih. Gospodje z Rake oziroma Archerji, ki jih omenja tudi Janez Vajkard Valvasor v Slavi vojvodine Kranjske, so bili sprva ministeriali Bogenskih. 
N(iklas) Archer ni bil poslednji tega rodu, kot to v Slavi vojvodine Kranjske navaja Valvasor, saj se omenja še njegov sin Peter. Rod vitezov Raških je izumrl konec 15. stoletja.  Zdi se, da bi mogel biti srednjeveški grad tako kakor številni drugi gradovi okoli leta 1440 razdejan v bojih med grofi Celjskimi in Habsburžani, a nedvomno ga zatem niso opustili in nadomestili s povsem novo grajsko stavbo – sedanjim dvorcem. Starejši raziskovalci niso uspeli odkriti alternativne lokacije srednjeveškega gradu, po drugi strani pa so pri stavbno-zgodovinski analizi novoveškega dvorca spregledali njegovo odlično strateško lego na pomolu, značilno za srednjeveške gradove. Srednjeveški raški grad je podobno kakor bližnja gradova Klevevž in Stari grad, ki sta prav tako nastala v 13. stoletju, mogel s skrbno izbrano lego na razglednem pomolu dobro obvladovati severno obrobje tega dela doline reke Krke.
Nadrobnejša analiza zasnove in strukture zidave sedanjega štiritraktnega enonadstropnega dvorca s trapezasto talno ploskvijo in notranjim dvoriščem je pokazala, da sta stranska vzhodni in zahodni trakt sekundarno prislonjena k starejši manjši osnovi, pozidani na trapezasti talni ploskvi s stranicami dolgimi med 26 in 37 metrov. Na zahodnem delu proti dolini obrnjene visoke trinadstropne južne grajske fasade sta vidna sekundarno obzidna vogala, ki sta sestavljena iz dokaj pravilnih kamnitih blokov. Struktura zidave kaže, da je najverjetneje iz 13. stoletja. Vogala sta med seboj oddaljena okoli 8 metrov in to kaže, da je v sedanjo južno fasado najverjetneje vključen ostanek prvotnega visokega glavnega grajskega stolpa – bergfrida, ki je imel kvadratno talno ploskev v izmeri okoli 8 × 8 metrov. 
Podoben stolp je še sedaj ohranjen na bližnjem Starem gradu, do druge svetovne vojne pa so bili takšni stolpi iz 13. stoletja fragmentarno ohranjeni tudi na gradovih Klevevž in Mokronog. Tudi tam so stolpa pozneje znižali in ju vključili v mlajše trakte. Smiselna je tudi primerjava z nekdanjim osrednjim stolpom gradu Žužemberk, ki se je, žal, leta 1948 skoraj povsem sesul, in z nekdanjim stolpom trdnjave Kostanjevica oziroma Starega gradu nad Podbočjem, katerega ostanke so pred nekaj leti razkrile arheološke raziskave.
Raški stolp ima razmeroma majhno talno ploskev in tudi to kaže, da so hkrati z njim okoli dvorišča zgradili tudi obodno obzidje in stanovanjsko poslopje – palas. Tako je v 13. stoletju tudi na Raki nastala značilna visokosrednjeveška oziroma poznoromanska zasnova ministerialskega gradu, kakršne so bile v tistem obdobju zelo pogoste skoraj na celotnem sedanjem slovenskem ozemlju. Zaradi prilagajanja naravni izoblikovanosti pomola, gradu niso zgradili na povsem pravilni pravokotni talni ploskvi, ampak so zlasti njegovo južno stranico v tlorisnem poteku postavili nekoliko poševno. Grad so na zahodni, južni in vzhodni strani varovala pobočja naravnega pomola, na severni strani, pred sedanjo glavno fasado, pa je bil najverjetneje umetno izkopan široki obrambni jarek. Najbrž je imel sedanji severni fasadni zid sprva obliko močnega ščitnega zidu brez odprtin. 
Sedanji glavni grajski portal v tistem obdobju še ni obstajal. Vhod v grad je bil sprva morda na mestu sedanjega stranskega vhoda v dvorec na vzhodni strani. V sedanji stavbni zasnovi je najtežje opaziti prvotni palacij. Natančnejša analiza kaže, da je skrit v južnem traktu in da so ga zgradili takoj za bergfridom, z naslonitvijo na njegovo vzhodno dvoriščno stranico. Južni zid palacija je bil obenem južna stranica grajskega obodnega obzidja in še sedaj je na tisti strani pod odpadlim ometom mogoče razbrati značilno strukturo zidave iz 13. stoletja. Na Raki so najverjetneje zgradili podobno zasnovo kakor na mokronoškem trškem gradu, kjer so palacij oziroma poznejši južni trakt prav tako neposredno naslonili na bergfrid.
Palas je bil najverjetneje že na začetku dvonadstropen oziroma trinadstropen. Sedanja kletna etaža je bila sprva pritličje in šele, ko so v 17. stoletju dvorišče z nasipavanjem izravnali, se je vhod vanjo znašel pod nivojem dvoriščnih tal. Na podoben način so v 16. stoletju prvotno pritličje spremenili v klet tudi na bližnjem gradu Rajhenburg. Na sedanjem dvorišču je ob severovzhodnem vogalu opazna sled nekdanje cisterne za zbiranje kapnice. Tovrsten element je bil obvezna sestavina slehernega srednjeveškega gradu in seveda tudi na raškem gradu ni smel manjkati. Z ustreznimi arheološkimi raziskavami bi sedaj zasuta cisterna gotovo mogla odstreti marsikatero zanimivo podrobnost in grajske preteklosti. K srednjeveškemu raškemu gradu je gotovo že v 13. stoletju spadalo tudi podgradje z gospodarskimi poslopji; stalo je onkraj nekdanjega obrambnega jarka, zahodno ob lokaciji sedanjih novoveških gospodarskih poslopij.
V novem veku se je utrjeni srednjeveški raški grad s temeljitimi prezidavami prelevil v neutrjeni dvorec. Ta proces je bil verjetno postopen in povezan z različnimi lastniki. Leta 1501 se omenja kot lastnik gradu Leonhard Herič iz Kompolja, leta 1525 pa je gospostvo Raka že pripadalo gospodom Wernegkhom/Verneškim.
Med letoma 1614 in 1725 je gospostvo pripadalo gospodom Kheysellom in prav takrat so na grajski stavbi izvedli največ gradbenih posegov.  Da pri tem ni šlo za nadomestitev srednjeveškega gradu s povsem novim dvorcem, kaže tudi opis v Slavi vojvodine Kranjske; Valvasor ne poroča posebej o starem gradu. Zgolj ugibati moremo, kdaj so porušili zgornji del bergfrida, ki je imel nad pritličjem sprva najverjetneje še štiri ali pet nadstropij. Morda se je to zgodilo že pred sredino 15. stoletja, ko se omenja opuščeni stolp, verjetneje pa šele pozneje. Morda so stolp znižali zatem, ko so leta 1515 grad požgali uporni kmetje.  Ko je okoli leta 1678 nastala Valvasorjeva upodobitev gradu, je bil stolp vsekakor že znižan. V Valvasorjevem času je imela grajska stavba že sedanji obseg.
Srednjeveški grajski zasnovi so s temeljitimi prezidavami v 16. in/ali 17. stoletju povsem odvzeli njen obrambni značaj in ji nadeli podobo sodobnega neutrjenega poznorenesančnega dvorca s tremi oziroma štirimi višinsko izenačenimi stavbnimi trakti in enonadstropnimi slopastimi arkadnimi hodniki na vseh štirih straneh notranjega dvorišča ter zgradili okrogli vrtni stolp pred sedanjim vhodom v dvorec. Domnevati smemo, da so glavnino del opravili okoli leta 1673 za Karla Sigfrida barona Kheysella († 1725) pod vodstvom kranjskega deželnega stavbnega mojstra Francesca Rosine († 1675). Karl Sigfrid baron Kheysell je dal leta 1720 v dvorcu urediti tudi novo kapelo. Ob stavbi so uredili tudi slikoviti geometrični parterni vrt in postavili nova gospodarska poslopja, ker je razvidno iz Valvasorjeve upodobitve. Z naslonitvijo na zunanjo stran vzhodne in zahodne stranice grajskega obzidja iz 13. stoletja so zgradili deloma podkletena enonadstropna trakta, ki so ju po dolžini prilagodili staremu obzidju, z višino pa staremu palasu na južni strani. Tako so izoblikovali tritraktni povezani sestav višinsko izenačenih poslopij z bivalnimi prostori v vrhnjem nadstropju. Na severni strani niso postavili novega trakta, marveč so ohranili in predelali staro obzidje oziroma romanski ščitni zid. Na vzhodni in severni strani do sedanjega vhoda je potekal drenažni kanal izdelan iz rožnatega kamna, ki je bil po vsej verjetnosti prinešen iz kamnoloma v Podbočju. 
Srednjeveški bergfrid so najpozneje takrat znižali in ga izenačili z višino palacija, predelanega v južni trakt. Tako je nastala razmeroma homogeno učinkujoča stavbna zasnova, ki samo na težko dostopni južni strani že na prvi pogled kaže, da ni iz enega liva. Učinek enovitosti stavbne zasnove so bistveno povečali tudi z nadstropnimi dvoriščnimi arkadnimi hodniki. Masivne arkade so bile sprva okrašene z arhitekturno poslikavo, ki je bila najverjetneje podobna poslikavi na dvoriščnih arkadah gradu Bogenšperk. Tako so reprezentativni učinek arkad, ki s svojimi proporci sicer ne učinkujejo posebno elegantno, spretno povečali. V takšni obliki kaže dvorec Valvasorjeva upodobitev iz okoli leta 1678. 
Za Karlom Sigfridom baronom Kheysellom je grajska stavba leta 1725 pripadla Ignacu Juriju pl. Edlingu, leta 1730 Ferdinandu Ernestu baronu Mordaxu, leta 1745 Ferdinandu baronu Mordaxu, leta 1746 njegovi vdovi Ivani Kristini, leta 1755 Francu Adamu baronu Hallersteinu in leta 1764 njegovim štirim otrokom. V tistem obdobju grajska stavba ni bila deležna obsežnejših gradbenih sprememb.
Po smrti Karla Seyfriedsa barona Kajzla je grad postal po testamentu z dne 10. marca 1724 lastnina grofa Juliusa Ignaca von Edlinga, ki je leta 1729 umrl brez naslednika. Tako je grad postal last njegove vdove Johane Kristin, rojene baronice von Jurič. Ta se je omožila, in sicer z baronom Ferdinandom Mordaxom zum Portendorf. Tudi s tem možem ni imela otrok in po njegovi smrti je bila že tretjič vdova. Poročila se je še četrič in sicer z baronom Francem Adamom .Halejem  von Hallersteinom. Po poročni  pogodbi leta 1755 je grad Raka z vsemi pripadajoči posesti podarila svojemu četrtemu možu Baron von Hallerstein se je po ženini smrti ponovno oženil z Antonijo, rojeno Švajgel (Schvveiger von Lerchenfeld), in postal oče Franca Karla barona Hallerja von Hallersteina.
Novo pomembno razvojno obdobje stavbe je za dvorec Raka nastopilo leta 1784, ko je gospostvo v celoti pripadlo Francu Karlu baronu Hallerju pl. Hallersteinu, sinu Franca Adama. Dvorec je obdržal do smrti leta 1820 in ga z bližnjo okolico vred temeljito prenovil. Takrat so v poznobaročni oziroma klasicistični maniri na novo oblikovali glavno grajsko fasado na severni strani in najbrž so takrat odstranili tudi okrogli stolp, ki ga kaže Valvasorjeva upodobitev. V tistem obdobju so delno preuredili tudi druge zunanje fasade grajske stavbe in zamenjali staro stavbno pohištvo. Triosni osrednji del glavne fasade so rizalitno poudarili s pilastrsko členitvijo in ga dopolnili s trikotnim čelom in ometanimi okenskimi okviri z bogato profiliranimi prekladami. V osrednji osi rizalita so postavili nov kamniti glavni portal s precej potlačenim lokom in vklesanimi inicialkami F. K. (H. H.) (Franc Karl Haller Hallerstein). Na dvoriščni strani so enonadstropnemu arkadnemu hodniku severnega trakta nadzidali podstrešno poletažo, ki jo poudarjajo štiri simetrično razvrščene velike ovalne slepe line. Preuredili in na novo opremili so tudi notranjščino, ki je v tistem obdobju v glavnem dobila sedanje tlake in ravne ometane strope. Veliko visokopritlično štiritraktno gospodarsko poslopje, ki je na starejši osnovi severovzhodno od dvorca nastalo v 18. stoletju, so na severni strani dopolnili z novim samostojnim podkletenim pritličnim pravokotnim poslopjem. Hkrati so preuredili tudi vrt ob gradu.
Pozneje dvorec ni bil več deležen pomembnejših gradbenih sprememb. Po smrti Franca Karla barona Hallerja pl. Hallersteina je leta 1820 lastnica gospostva postala njegova hči Alojzija, poročena grofica Auersperg. Njej je leta 1859 sledila hči Luiza, poročena Cavriani, ki je leta 1860 Rako prodala Jožefu Mariju pl. Millerju. Od njega je leta 1869 dvorec kupil Alojz baron Roner. Po njegovi smrti leta 1872 je dvorec pripadel njegovim otrokom, ki so ga leta 1873 prodali stotniku Jakobu Ferdinandu pl. Lenkhu. On je leta 1886 dvorec daroval svojemu sinu Feliksu pl. Lenkhu. Po poroki z neko znano Američanko je dal Lenkh v kraju postaviti žago in zasaditi vinograde, v grajsko stavbo pa je iz bližnjega studenca Polter napeljal vodovod. Morda so šele takrat trikotno klasicistično čelo vrh rizalita glavne fasade preoblikovali v historicistični maniri in mu dali stopnjevano obliko. Gospodarska poslopja ob dvorcu so preuredili in najverjetneje so takrat severno poslopje s prizidkom povezali z glavnim, ki je ob tem izgubilo severni trakt, pozneje pa še vzhodni trakt. 
Leta 1904 je Feliks pl. Lenkh dvorec prodal ljubljanskemu davčnemu blagajniku Josipu Lavrenčiču in cerkniškemu lesnemu trgovcu Francu Šerku. Leta 1917 je posestvo kupil Franc Bajec. Dvorec je potem še nekajkrat menjal lastnike. Med drugo svetovno vojno je bila v njem nemška vojaška postojanka in to ga je obvarovalo partizanskega požiga – usode, ki je takrat doletela veliko večino drugih dolenjskih grajskih stavb. Leta 1948 so se v izpraznjenem dvorcu naselile nune usmiljenke, Hčere krščanske ljubezni, ki so ga deloma na novo prekrile in poskrbele za provizorično zaprtje dvoriščnih arkad. Leta 1998 so stavbo zapustile.  Dvorec je zatem prešel v last Občine Krško, ki ga je leta 2007 razglasila za kulturni spomenik. Občina Krško je leta 2014 poskrbela za sanacijo velikega dela strehe grajske stavbe, nato pa jo je prodala zasebniku, ki se je obvezal, da bo nadaljeval z njeno sanacijo. Grad je bil v letih 2015-2016 celotno prenovljen s strani novega lastnika, ki je leta 2020 prejel nagrado "Ambasador Jakob" na mednarodnem sejmu Alpe-Adria ter prejel priznanje Mestne občine Krško.
- Grad Raka 1995
- Dolenjski list o gradu Raka 1967
- Grad Raka 13. stoletje 3D
- Grad Raka 13. stoletje
- Idealiziran posnetek
- Grad Raka s pristavo 17.stoletje
- Poročna plošča zakoncev Kheysell 1627 iz vrtnega stolpa
- Topografija iz leta 1678

## Kheysellov vrtni stolp
V Slavi Vojvodine Kranjske Valvazor leta 1678 navaja in upodobi v bakrorezu samostojni renesančni okrogli vrtni stolp pred gradom, ki je bil na vrhu pod stožčasto streho opremljen s konzolnim podstrešnim vencem pod arkadnimi okni zgrajen leta 1627 ter porušen leta 1820 . Obnovitvena dela so potekala od junija 2024 do junija 2025. Pred gradom so še danes vidni njegovi ostanki. Renesančna poročna plošča zakoncev Kheysell z letnico 1627 (MDCXXVII) je bila najdena v grajski pristavi, katero so kasneje dozidali iz materialov porušenega vrtnega stolpa. Sklepa se, da je poročna plošča stala nad vhodom vrtnega stolpa.
Povezana cofa na plošči in napis spodaj izkazujejo zakonsko zvezo Marka Kheysella in Marije Hedwig por. Kheysell. 
Na levi strani plošče se nahajajo sodi kar nakazuje na pivovarsko in vinogradniško dejavnost moža, na desni pa se nahajajo poljedelski pridelki, ki nakazujejo na dejavnost njegove žene oziroma njenih staršev kot veleposestnikov.
Zgornji del plošče vsebuje dele družinskega grba rodbine Kheysell in najverjetneje izvira iz konca 16. oziroma prve polovice 17. stoletja iz časa viteških turnirjev. To nakazuje tudi turnirska čelada in viteški medaljon. Na čeladi se nahaja lev s krono kot simbol nürnberške rodbine Kheysell. Plošča je okrašena z akantusovi listi, ki so značilni za renesanso.
Poročna plošča je na najverjetneje izdelana v Nemčiji v mestu Nürnberg od koder izvira rodbina s strani družinskega kamnoseka Joachima von Wolkensteina in je bila darovana kot darilo sorodnikov..
Podoben vrtni stolp se nahaja v kraju Soteska pri Novem mestu poznan kot Hudičev turn. Po predlogi Kheysellovega vrtnega stolpa pred gradom Raka in pristavo je Mark Anton Kunstl (pl. Baumgarten) postavil podoben stolp leta 1661 v angleškem slogu štirikotne oblike z uro na vrtu pred Polhograjsko graščino. Ti stolpi so bili namenjeni kot dekoracija vrtov ter okolice in niso imeli obrambnega namena, saj je takrat že prenehala turška nevarnost.

## Grajska pristava
Grajska pristava izhaja že in 16. stoletja ter je bila večkrat dozidana, zlasti v 17. stoletju ob renesančni prenovi gradu in v začetku 19. stoletja večinoma iz materialna porušenega vrtnega stolpa. 
Stanovanjsko poslopje je bilo namenjeno bivanju oskrbnika in služinčadi, gospodarski del pa namenjen poljedelski in vinogradniški dejavnosti. 
Leta 2008 je na izbruhnil požar ter delno uničil vzhodni del pristave. Ostanki so še vedno vidni. Leta 2023 je pristava z okoliško parcelo prešla v roke investitorja iz Ukrajine, ki sedaj obnavlja pristavo, kozolec in okolico z namenom postavitve vinske kleti.

## Sprehajalna pot okoli gradu in spodnje grajsko jezero
Občina Krško je leta 2021 uredila sprehajalno pot okoli gradu Raka. Pot se začne pri sramotilnem stebru in nadaljuje preko grajskega jezera v dolini do nemškega vojaškega kopališča, izvira Cerin ter se kasneje strmo vzpenja po stopnicah proti izhodišču. Leta 2015 in 2024 je Občina Krško sanirala spodnje grajsko jezero ter strugo potoka v dolini, kjer so nekoč gojili rake.

## Lastniki gradu Raka - Arch
- 1249 - Weriand (Weriandus de Archa)
- - Winter iz Rake,Stugelin iz Rake in njegova žena  Maruša N.
- - Grofje Andeški
- - Rodbina Spanheim
- 1279 vojvoda Filip Spanheim
- 1279 - grofje Tirolsko-Goriški
- 1286 - Grof Bogen Weriand (Wergand I.) (Stetwaldus de Arch)
- - Weriand II. Bogen (včasih Weriand Pirian in brat Stetwald Bogen
- 1320  Weriand III. in Majnclin Bogen
- 1341 Henrik von Bogen
- 1405 Merklin Bogen
- 1421 Markard  Bogen
- - Ulrik Bogen
- - Gerhard Bogen (do 15. stoletja)
- - N(iklas) Archer
- - Peter Archer
- 1501 - Leonhard Herič
- 1515 - grofica Barbara Bella
- 1525 - Janez Baltazar pl. Werneckh
- 1540 - grof Feliks von Arch
- 1610  - Wolf Andrej in Vert pl. Wernegkh in Ruess pl. Ruessenstein
- 1614-1725 gospoda Kheysell
- 1627 - Mark Kheysell
- - Janez Jurij Kheysell
- - Karl Singrid Kheysell
- 1673-1725 - Karl Sigfrid baron Kheysell
- 1725 - Ignac Jurij pl .Edling
- 1730 - Ferdinand Ernest baron Mordax
- 1745 - Ferdinand  Mordax in njegova soproga Ivana Kristina
- 1746 - Ivana Kristina (vdova)
- 1755 - Franc Adam baron Haller von Hallerstein in Ivana Kristina
- 1764 - mladoletni 4 otroci Franca Adama barona Haller von Hallerstein-a in Ivana Kristine
- 1784-1820 - Franc Karl baron Haller von Hallerstein
- 1820 - Alojzija von Hellerstein (poročena grofica Auersperg)
- 1859 - Luiza Ausperg (poročena Cavriani)
- 1860-1869 Jožef Marija l. Miller
- 1869-1872 - Alojz baron Roner
- 1872 - otroci Alojza barona Ronerja
- 1873-1886 Jakob Ferdinand pl. Lenkh z ženo Julie (rojeno Sautner)
- 1873-1904 Feliks plemeniti Lenkh (rojen v Gradcu leta 1851) poročen z Helen van Büren Nobel (rojena Wenman),  pokopana v Gradcu 1899 na protestantskem pokopališču.
- 1904 Josip Lavrenčič in Franc Šerk
- - Bon (vinski trgovec iz Krškega)
- 1937- 1941 Weiss (veleposestnik, )
- 1917 - 1945 Drnovšek (občinski tajnik)
- 1917-1927 Franc Bajec (grajski hlevi)
- 1941-1945 (postojanka nemške vojske)
- 1945-1948 FNRJ (Socialistična republika Slovenija)
- 1948-1998 sestre usmiljenke (* stanovanjska pravica)
- 1998 -  Republika Slovenija
- 1998 - Občina Krško